# Alan Stephens
Alan Stephens (Liverpool, 13 ottobre 1952) è un ex calciatore inglese, di ruolo difensore.

## Carriera
Stephens si forma nel Wolverhampton per poi passare al Crewe Alexandra, con cui gioca due stagioni nella Fourth Division.
Nel 1974 si trasferisce negli Stati Uniti d'America per giocare con la neonata franchigia NASL dei Seattle Sounders. Militerà nei Sounders sino alla stagione seguente, ottenendo come miglior risultato il raggiungimento dei quarti di finale nella North American Soccer League 1975.
Nella stagione 1976 passa ai San Diego Jaws, con cui non supera la fase a gironi del torneo nordamericano.